# Farsetti
I Farsetti furono una nobile famiglia toscana.

## Storia
Divisi in numerosi rami sparsi per l'Italia centro-settentrionale, i Farsetti passarono da un governo all'altro riuscendo sempre a mantenere ruoli di prestigio.
Originari di Luni, dopo la distruzione della città si trasferirono a Vinca, in Garfagnana, passando poi a Bergiola e a Lavacchio. Dalla fine del Trecento si trovavano a Massa, partecipando alla vita pubblica del suo Ducato.
Dalla seconda metà del Cinquecento suoi membri si distinsero come letterati, giuristi e politici in vari altri Stati italiani e specialmente nel Granducato di Toscana.

### Ramo veneziano

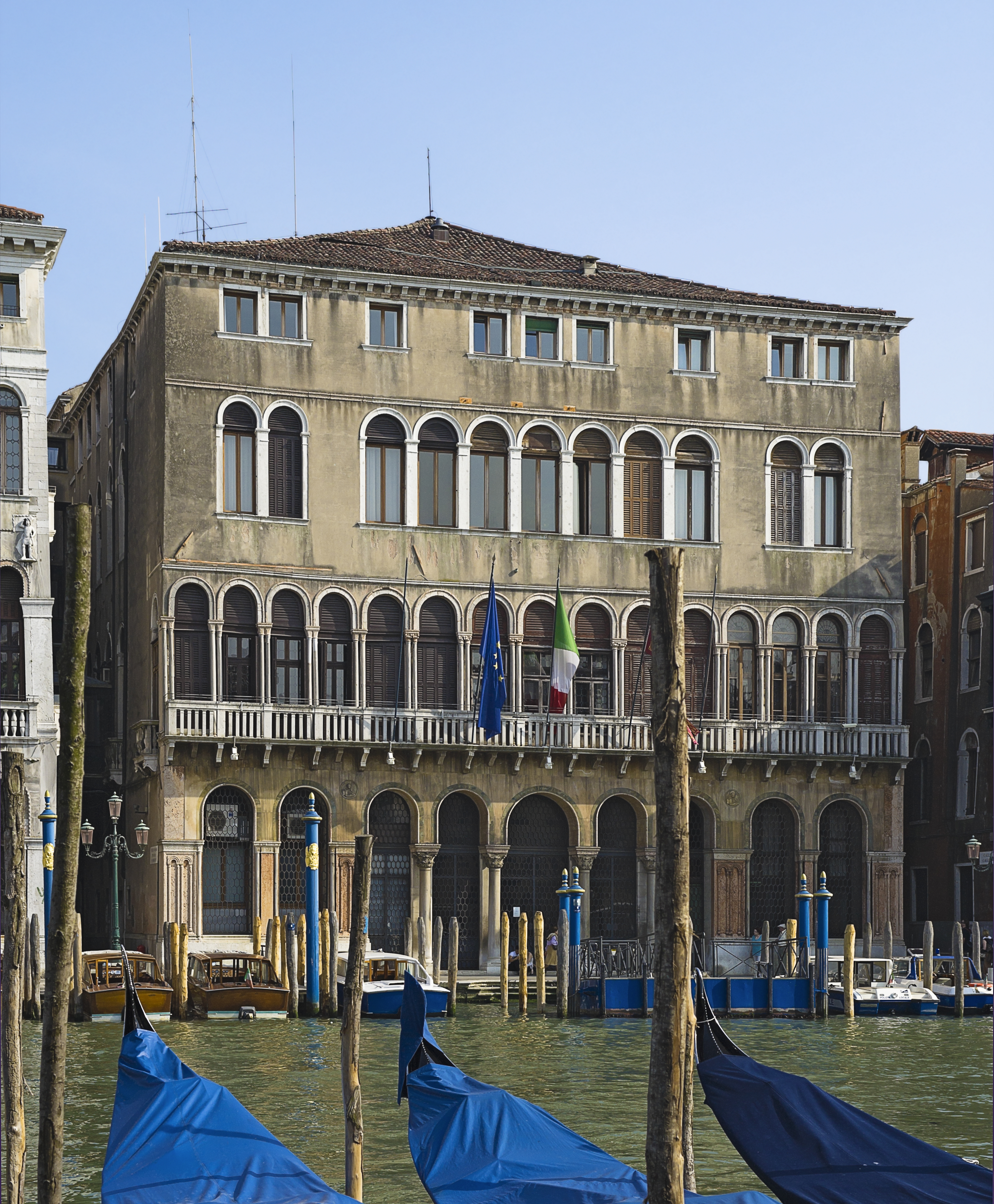
Ca' Farsetti, dimora del ramo veneziano.

Discende da Anton Francesco Farsetti (Massa, 1606 - Padova, 1680) che si era trasferito nella Roma di papa Urbano VIII dove fu Depositario generale e Tesoriere segreto della Camera Apostolica. Giunto più tardi a Venezia, riuscì ad accedere al patriziato nel 1664, mediante l'esborso di centomila denari. Si trattò, quindi, di un ramo estremamente ricco, il che assicurò a molti suoi membri un'ottima formazione letteraria e artistica.
Da questa linea uscirono Filippo Vincenzo (1703 - 1774), distintosi come mecenate illuminato, e i suoi cugini Tommaso Giuseppe (1720 - 1791) e Daniele Filippo (1725 - 1787), entrambi letterati. Nel loro palazzo di San Luca, sul Canal Grande, avevano allestito un vero e proprio museo aperto ad intellettuali e semplici cittadini, ricco di opere d'arte e completato da una fornitissima biblioteca.
I Farsetti di Venezia si estinsero nel 1808 con la morte di Anton Francesco, figlio di Daniele Filippo, il quale condusse una vita dissoluta e disperse il museo e la biblioteca ereditata dai parenti. Nel 1817 il governo austriaco riconobbe alla vedova Elena Adriana da Ponte i titoli della famiglia purché non si risposasse.
|       |       |                    |                    |                                               |                                                   |                                                   |                                      |                                                                     |                                                                     |                                                             |                                                             |
|       |       |                    |                    | Paolo sp. Placidia Campodonico                |                                                   |                                                   |                                      |                                                                     |                                                                     |                                                             |                                                             |
|       |       |                    |                    |                                               |                                                   |                                                   |                                      |                                                                     |                                                                     |                                                             |                                                             |
|       |       |                    |                    |                                               |                                                   |                                                   |                                      |                                                                     |                                                                     |                                                             |                                                             |
|       |       |                    |                    | Anton Francesco 1606 - 1680 sp. Eugenia Pavia |                                                   |                                                   |                                      |                                                                     |                                                                     |                                                             |                                                             |
|       |       |                    |                    |                                               |                                                   |                                                   |                                      |                                                                     |                                                                     |                                                             |                                                             |
|       |       |                    |                    |                                               |                                                   |                                                   |                                      |                                                                     |                                                                     |                                                             |                                                             |
| Paolo | Paolo | Maffeo 1643 - 1699 | Maffeo 1643 - 1699 | Giovanni Giacomo                              | Giovanni Giacomo                                  | Filippo 1647 - 1700 sp. Laura Valier              | Filippo 1647 - 1700 sp. Laura Valier |                                                                     | Tommaso Giuseppe 1652 - ?                                           | Tommaso Giuseppe 1652 - ?                                   |                                                             |
|       |       |                    |                    |                                               |                                                   |                                                   |                                      |                                                                     |                                                                     |                                                             |                                                             |
|       |       |                    |                    |                                               |                                                   |                                                   |                                      |                                                                     |                                                                     |                                                             |                                                             |
|       |       |                    |                    |                                               | Anton G. Francesco 1675 - 1733 sp. Marina Foscari | Anton G. Francesco 1675 - 1733 sp. Marina Foscari | Maffeo Nicolò 1677 - 1741            | Maffeo Nicolò 1677 - 1741                                           | Anton Francesco sp. Bianca Morosini                                 | Anton Francesco sp. Bianca Morosini                         |                                                             |
|       |       |                    |                    |                                               |                                                   |                                                   |                                      |                                                                     |                                                                     |                                                             |                                                             |
|       |       |                    |                    |                                               |                                                   |                                                   |                                      |                                                                     |                                                                     |                                                             |                                                             |
|       |       |                    |                    |                                               | Filippo Vincenzo 1703 - 1774                      | Filippo Vincenzo 1703 - 1774                      |                                      | Tommaso Giuseppe 1720 - 1791 sp. Cattaruccia Maria Grimani nel 1786 | Tommaso Giuseppe 1720 - 1791 sp. Cattaruccia Maria Grimani nel 1786 | Daniele Filippo 1725 - 1787 sp. Elisabetta Minotto nel 1759 | Daniele Filippo 1725 - 1787 sp. Elisabetta Minotto nel 1759 |
|       |       |                    |                    |                                               |                                                   |                                                   |                                      |                                                                     |                                                                     |                                                             |                                                             |
|       |       |                    |                    |                                               |                                                   |                                                   |                                      |                                                                     |                                                                     |                                                             |                                                             |
|       |       |                    |                    |                                               |                                                   |                                                   |                                      |                                                                     |                                                                     | Anton Francesco 1760 - 1808 sp. Elena Adriana da Ponte      |                                                             |

## Proprietà
- Ca' Farsetti, a San Marco;
- Villa Farsetti, a Santa Maria di Sala;